# Ziemia Królowej Maud

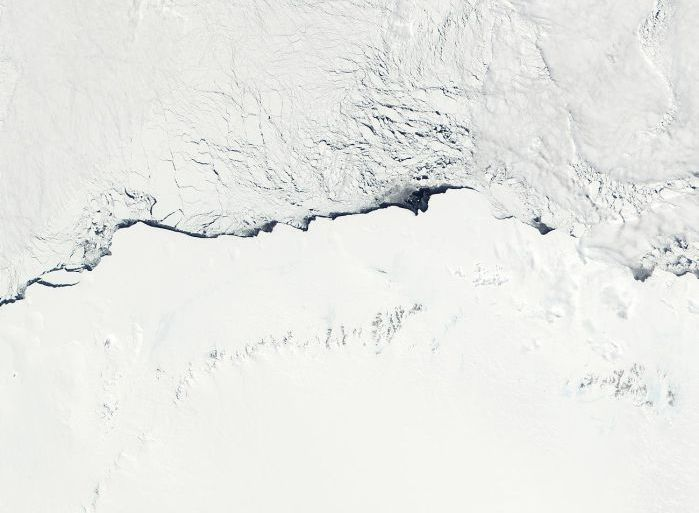
Ziemia Królowej Maud – zdjęcie satelitarne (2010)

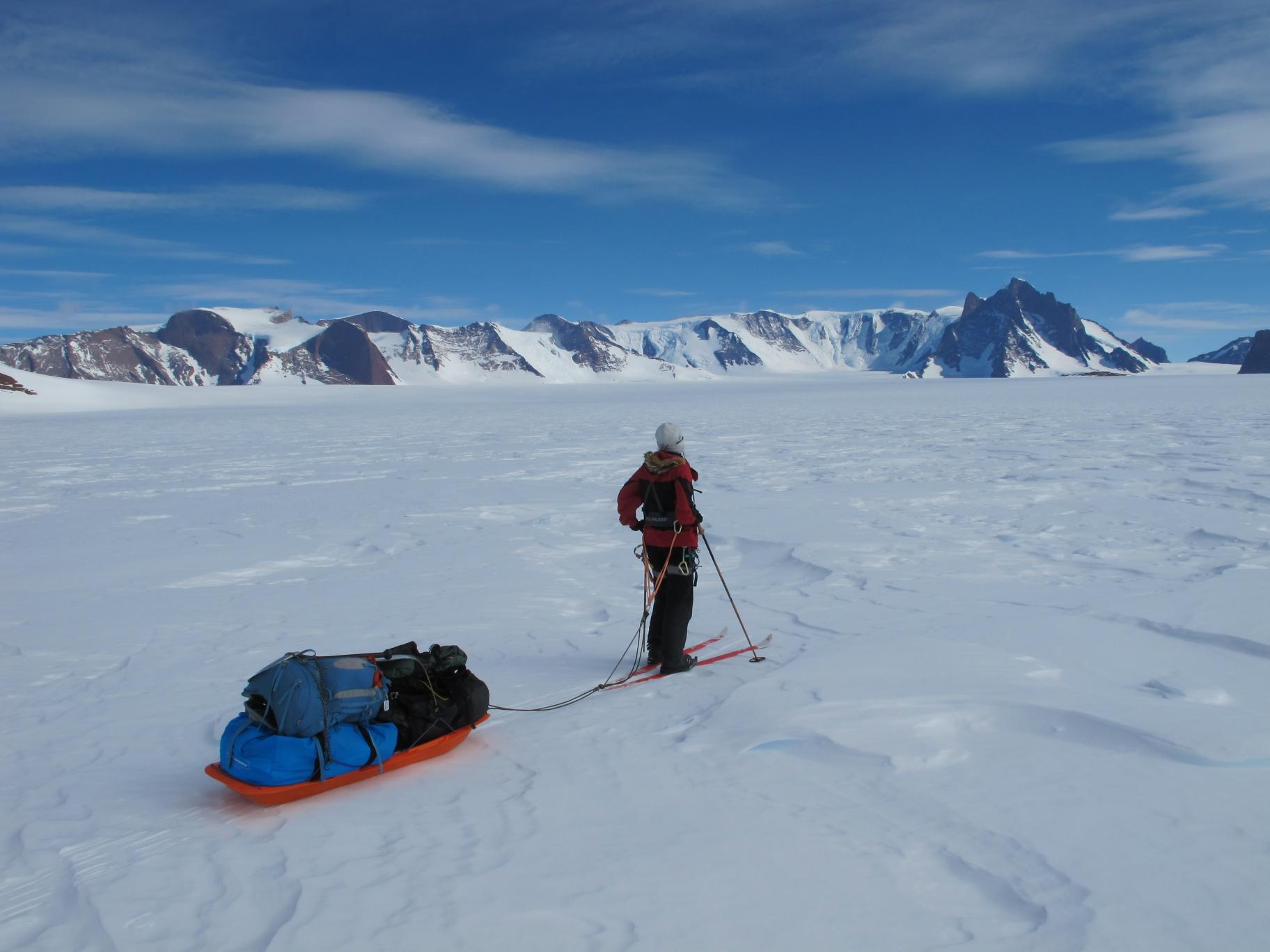
Jøkulkyrkja (3148 m n.p.m.) we wschodniej części Gór Mühliga-Hofmanna

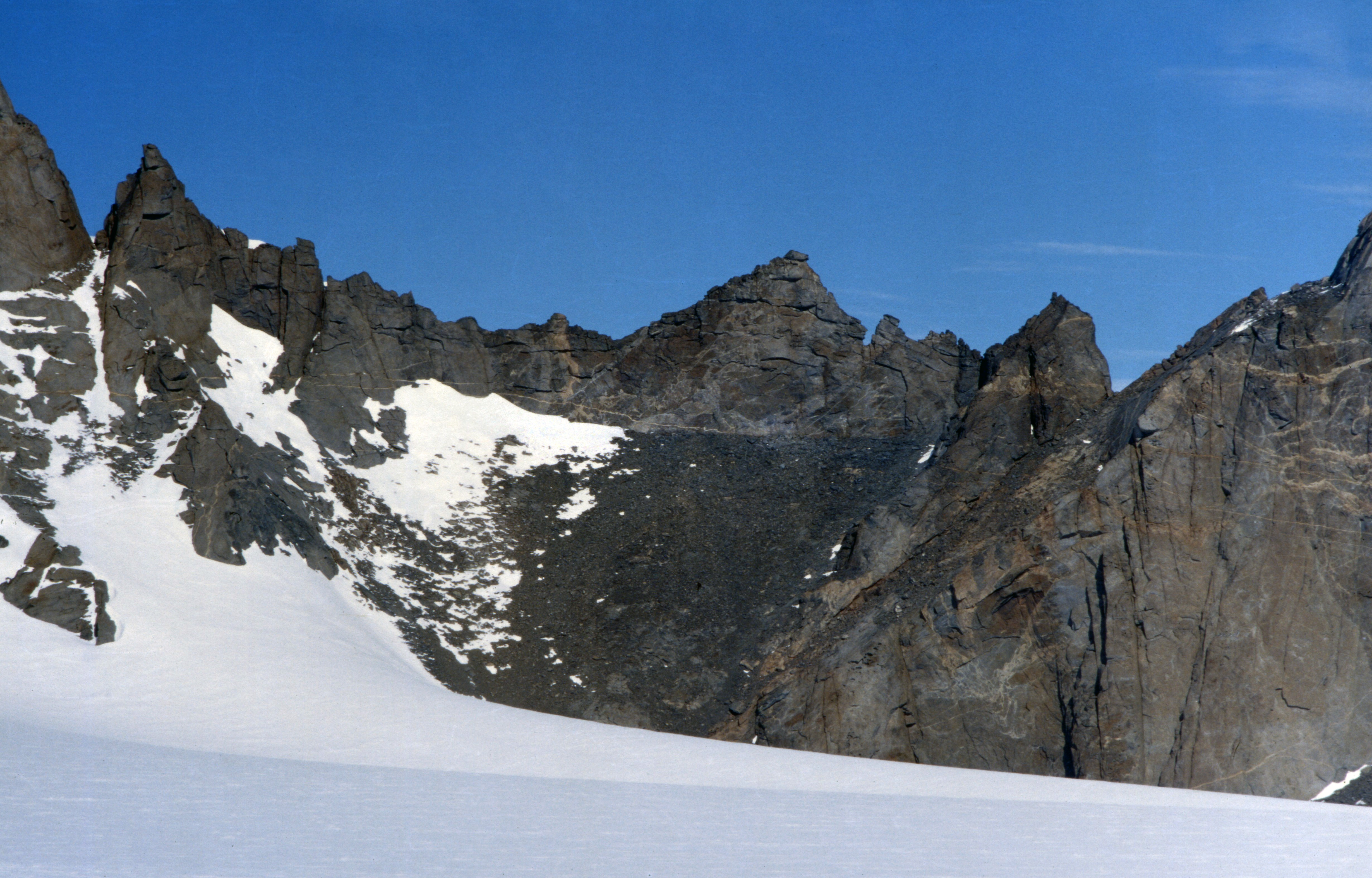
Mount Hochlin (norw. Hochlinfjellet) (2760 m n.p.m.) w zachodniej części Gór Mühliga-Hofmanna

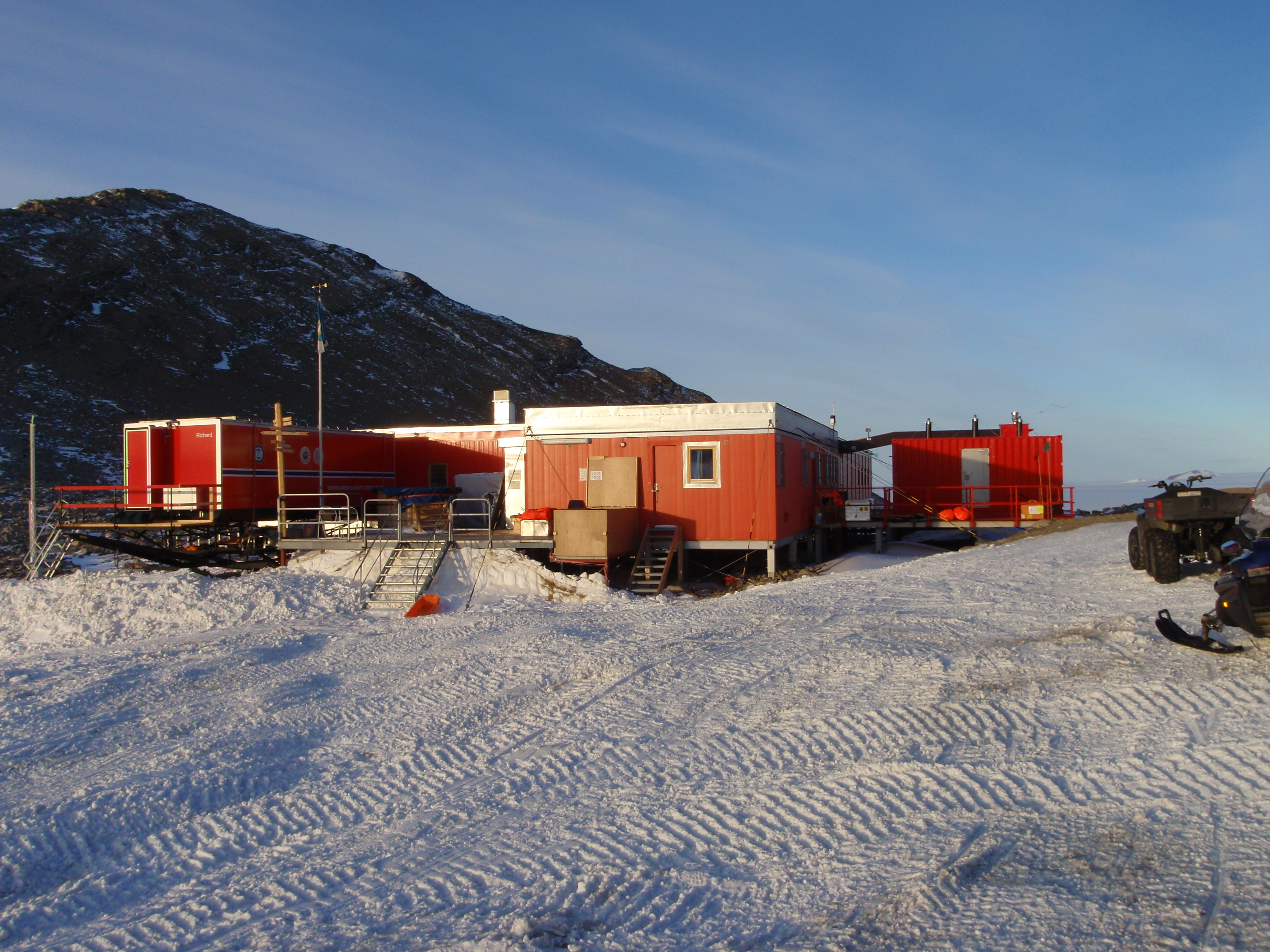
Norweska stacja badawcza Troll (2009)

Ziemia Królowej Maud (norw. Dronning Maud Land, ang. Queen Maud Land) – region w Antarktydzie Wschodniej pomiędzy Ziemią Enderby na wschodzie i Ziemią Coatsów na zachodzie; obszar roszczeń Norwegii, uznawany przez rząd norweski za terytorium zależne.

## Nazwa
Obszar został nazwany na cześć królowej Norwegii – Maud Koburg (1869–1938) .

## Geografia
Region w Antarktydzie Wschodniej pomiędzy Ziemią Enderby na wschodzie i Ziemią Coatsów na zachodzie . Zajmuje powierzchnię 2,7 miliona km², stanowiąc ok. jedną szóstą kontynentu Antarktydy .
Jest to płaskowyż pokryty pokrywą lodową o grubości do 2,4 km, w obszarze przybrzeżnym przybiera charakter górzysty . Równolegle do wybrzeża ciągną się pasma górskie, m.in. Góry Mühliga-Hofmanna, Heimefront Range (norw. Heimefrontfjella), Orvin Mountains (norw. Orvinfjella), Wohlthat Mountains (niem. Wohlthatmassiv, norw. Wohlthatmassivet) i Sør-Rondane. Najwyższym szczytem jest Jøkulkyrkja Mountain (3148 m n.p.m.) we wschodniej części Gór Mühliga-Hofmanna . Skały tu występujące należą do najstarszych na kontynencie, niektóre powstały 300 milionów lat temu.
W części nadmorskiej Ziemia Królowej Maud obejmuje następujące obszary (z zachodu na wschód) :
- Wybrzeże Księżniczki Marty
- Wybrzeże Księżniczki Astrid
- Wybrzeże Księżniczki Ragnhildy
- Wybrzeże Księcia Haralda
- Wybrzeże Księcia Olafa

Na obszarze od 100 do 250 km od wybrzeża występują liczne nunataki .
Wzdłuż wybrzeża rozciągają się lodowce szelfowe Riiser-Larsena i Fimbul .
Kilka krajów prowadzi przybrzeżne stacje badawcze, m.in. Republika Południowej Afryki i Rosja prowadzą tu całoroczne stacje .

### Flora i fauna
Świat roślinny i zwierzęcy Ziemi Królowej Maud jest ubogi . Spotkać tu można m.in. porosty, mchy i algi . Występują tu m.in. pierwotniaki, grzyby, sinice i roztocza .
W regionie gniazduje kilka gatunków ptaków morskich takich jak pingwiny cesarskie i białookie, petrele antarktyczne i petrele śnieżne, wydrzyki antarktyczne i oceanniki żółtopłetwe . Na zboczach nunataku Svarthamaren Mountain znajduje się największa znana na świecie kolonia petreli antarktycznych .

## Historia
Wybrzeże Ziemi Królowej Maud było pierwszym fragmentem Antarktydy dostrzeżonym 27 stycznia 1820 roku przez rosyjskiego badacza Fabiana Bellingshausena (1778–1852) i jednym z ostatnich regionów zbadanych na kontynencie.
Historia eksploracji Ziemi Królowej Maud związana jest z rozwojem wielorybnictwa w wodach antarktycznych . Pierwsze wyprawy finansowane były przez norweskiego potentata Larsa Christensena (1884–1965), syna Christena Christensena (1845–1923) .
Region został odkryty, zbadany i zmapowany przez trzecią wyprawę norweską w latach 1929–1930 . Norwescy polarnicy Hjalmar Riiser-Larsen (1890–1965) (kierownik wyprawy) i Finn Lützow-Holm (1890–1950) eksplorowali obszar między 37° a 49°30ʹE . Riiser-Larsen nazwał region na cześć królowej Norwegii – Maud Koburg (1869–1938) – Dronning Maud Land. Podczas wyprawy nakręcił film pokazywany później w kinach Oslo . Dalsze badania regionu prowadziła czwarta wyprawa norweska w latach 1930–1931 .
W 1930 roku Riiser-Larsen odkrył z powietrza Wybrzeże Księcia Olafa i Wybrzeże Księżniczki Marty, a w 1931 roku Wybrzeże Księżniczki Ragnhildy. Wybrzeże Księżniczki Astrid zostało odkryte w 1931 roku przez kapitana statku wielorybniczego.
Podczas kolejnej ekspedycji w latach 1936–1937 norweski lotnik Viggo Widerøe (1904–2002) obleciał tereny przybrzeżne, które nazwano Wybrzeżem Księcia Haralda .
W 1939 roku niemiecka ekspedycja antarktyczna (niem. Deutsche Antarktische Expedition) prowadzona przez Alfreda Ritschera (1879–1963) wykonała zdjęcia lotnicze obszaru między 5°W a 15°E do około 75°S . Duże obszary Ziemi Królowej Maud zostały sfotografowane z powietrza podczas amerykańskiej Operacji Highjump przeprowadzonej w latach 1946–1947 .
Pierwszą wyprawą naukową do Ziemi Królowej Maud była norwesko-brytyjsko-szwedzka ekspedycja antarktyczna w latach 1949–1952 . Podczas tej wyprawy założono stację badawczą Maudheim, skąd prowadzono eksploracje regionu z powietrza i z lądu .
W związku z Międzynarodowym Rokiem Geofizycznym w latach 1957–1958 na Ziemi Królowej Maud powstało kilka całorocznych stacji naukowych, m.in. radziecka, japońska (Syowa), norweska i belgijska . Na początku lat 60. XX w. Norwegia zaprzestała działalności i jej stację przejęła Republika Południowej Afryki, która od tego czasu prowadzi nieprzerwaną działalność badawczą na Ziemi Królowej Maud . Stacja radziecka przeszła w ręce Rosji, której główną stacją jest Nowołazariewskaja . Stacja belgijska została zamknięta w 1961 roku, ale Belgia ponowni zaangażowała się w badania, wznosząc w 2009 roku stację Princesse-Élisabeth . W latach 1966–1969 tymczasową bazę utrzymywały tu również Stany Zjednoczone .
Norwegia zintensyfikowała swoją działalność w regionie ponownie w latach 1976–1977 . Norweski Instytut Polarny przeprowadził wówczas dużą ekspedycję do zachodniej Ziemi Królowej Maud i wschodniej części Morza Weddella . W latach 1989–1990 wzniesiono stację Troll, która od 2005 roku prowadzi działalność całoroczną . Druga, mniejsza, sezonowa stacja norweska Tor znajduje się ok. 100 km na wschód od stacji Troll . Ponadto na Ziemi Królowej Maud własne stacje prowadzą Indie (Maitri), Niemcy (Kohnen), Szwecja (Wasa) i Finlandia (Aboa) .

## Polityka
Norweska eksploracja Ziemi Królowej Maud w latach 20. i 30. XX wieku stała się podstawą dla Norwegii do wysunięcia w 1939 roku roszczeń terytorialnych wobec obszaru między 20°W a 45°E . 14 stycznia 1939 roku Norwegia zaanektowała terytorium .
Obszar roszczeń interpretowany jest jako rozciągający się od wybrzeża do bieguna południowego. Wobec roszczeń norweskich zastrzeżenia zgłosiły m.in. Stany Zjednoczone, Chile i Związek Radziecki, Niemcy je odrzuciły a Wielka Brytania je zaakceptowała . Nazistowskie Niemcy zgłosiły własne roszczenia do regionu między 4°50'W a 18°30'E sięgającym 72°44'S – który został obfotografowany przez wyprawę Ritschera i nazwany Neuschwabenland.
W 1949 roku Norwegia ogłosiła Ziemię Królowej Maud swoim terytorium zależnym – dependencją . Wraz z podpisaniem Układu Antarktycznego, roszczenia te zostały „zamrożone”